# Clinopodium bolivianum
Clinopodium bolivianum là một loài thực vật có hoa trong họ Hoa môi. Loài này được (Benth.) Kuntze mô tả khoa học đầu tiên năm 1891.